# Симинок (Вранча)
Симинок (рум. Siminoc) насеље је у Румунији у округу Вранча у општини Думитрешти. Oпштина се налази на надморској висини од 373 m.

## Становништво
Према подацима из 2002. године у насељу је живело 175 становника, од којих су сви румунске националности.